# Nilo Chagas
Nilo Chagas (Barra do Piraí, 1917 — Rio de Janeiro, 1973) foi um cantor brasileiro.
Em 1935 alcançou a fama ao substituir o falecido Francisco Sena, parceiro de Herivelto Martins, na dupla Preto e Branco.
Em 1936 a dupla virou trio, com a entrada de Dalva de Oliveira, trio que a partir de 1938 passou a ser chamado de Trio de Ouro.
Em 1950, com a separação de Herivelto e Dalva de Oliveira, a cantora foi substituída por Noemi Cavalcanti. Em 1952 foi a vez de Nilo abandonar o grupo, ao lado de Noemi, sendo substituídos por Raul Sampaio e Maria de Lourdes Bittencourt.
Nilo faleceu em 1973, aos 56 anos de idade.